# Barberini

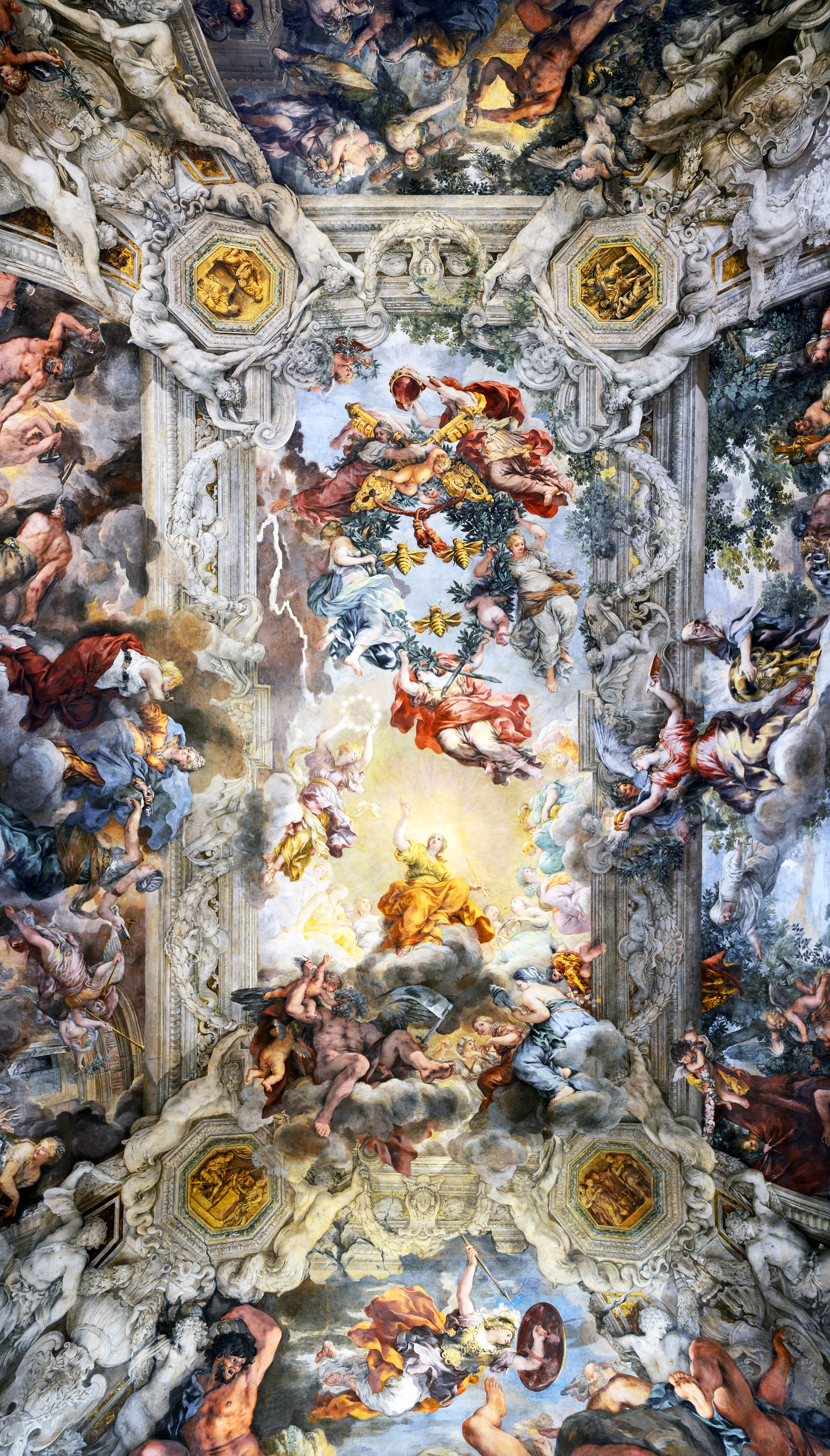
Il Trionfo della Divina Provvidenza. Da notare lo stemma Barberini formato da tre api d'oro

I Barberini (anticamente Tafani sin dall'XI secolo), originari di Barberino Val d'Elsa in Toscana, furono un'influente famiglia nobiliare italiana, trasferitasi prima a Firenze e poi a Roma.
La famiglia raggiunse l'apogeo della sua potenza grazie al cardinale Maffeo Barberini, che nel 1623 venne eletto papa con il nome di Urbano VIII e che permise alla famiglia di accrescere la propria fortuna e il proprio lustro. I Barberini ottennero, infatti, tra gli altri, anche il titolo di "Principe di Palestrina" nel 1627.
Furono inoltre grandi mecenati e protettori delle arti, circondandosi di grandi artisti come Gian Lorenzo Bernini, Francesco Borromini, Pietro da Cortona. A loro si deve, ad esempio, la costruzione a Roma del maestoso palazzo Barberini o della stravagante chiesa di Sant'Ivo alla Sapienza, considerati capolavori dell'arte barocca. Tuttavia, d'altro canto, abusarono e sfregiarono gli antichi monumenti, tanto che è divenuta celebre la locuzione latina "Quod non fecerunt barbari, fecerunt Barberini" («Quello che non fecero i barbari, lo fecero i Barberini»).

## Storia

### Origini

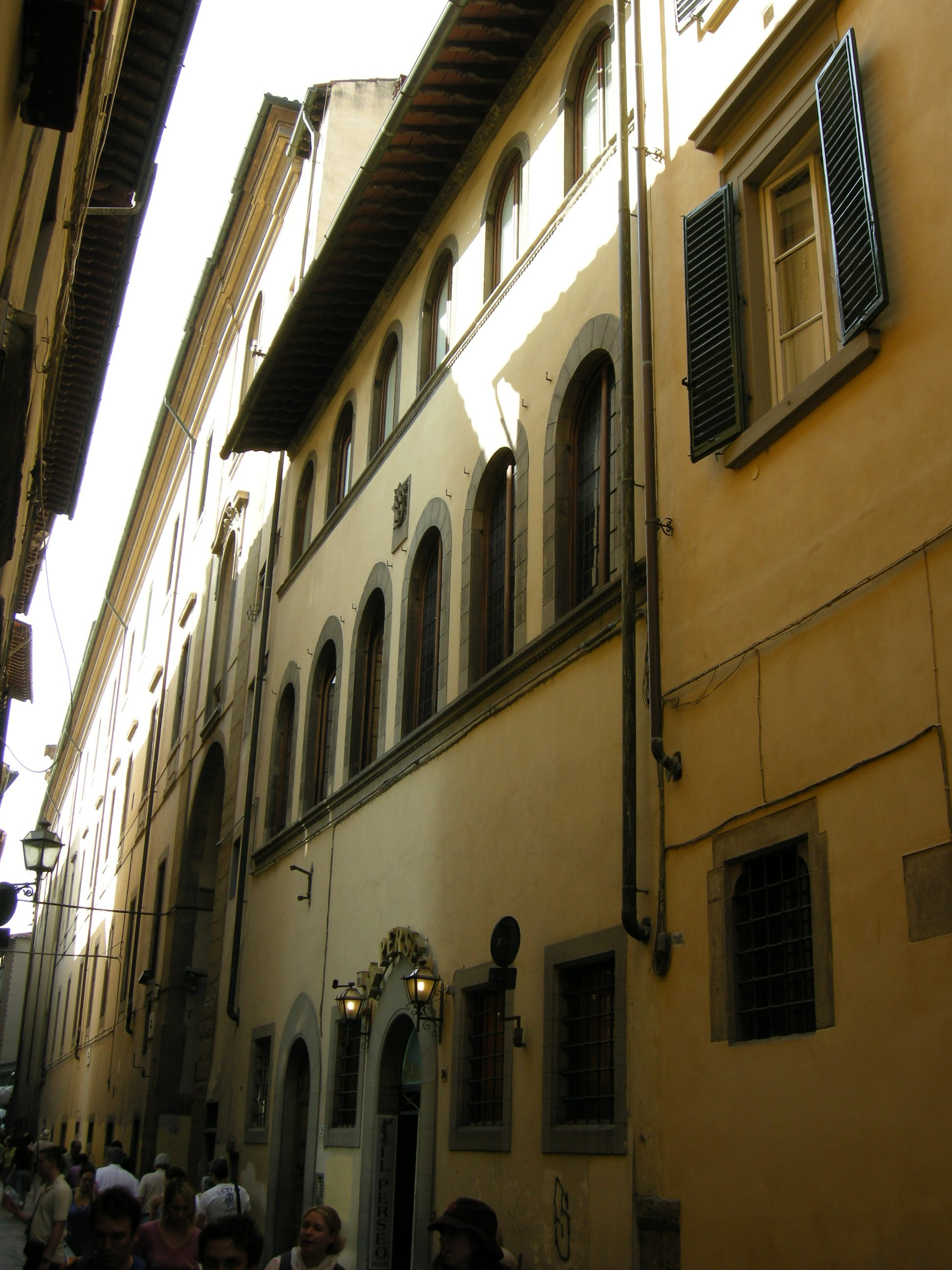
Veduta di palazzo Tafani da Barberino lungo Borgo dei Greci, Firenze

La famiglia portava l'originario nome "Tafani" e si riteneva originaria di Barberino Val d'Elsa; a Firenze, la loro residenza era palazzo Tafani da Barberino. Vista la denominazione poco signorile, con l'ascesa delle fortune familiare il loro nome fu mutato in "Barberini" (dal nome del paese d'origine) e sul loro stemma i tafani furono sostituiti dalle più nobili api.

### Urbano VIII e ascesa

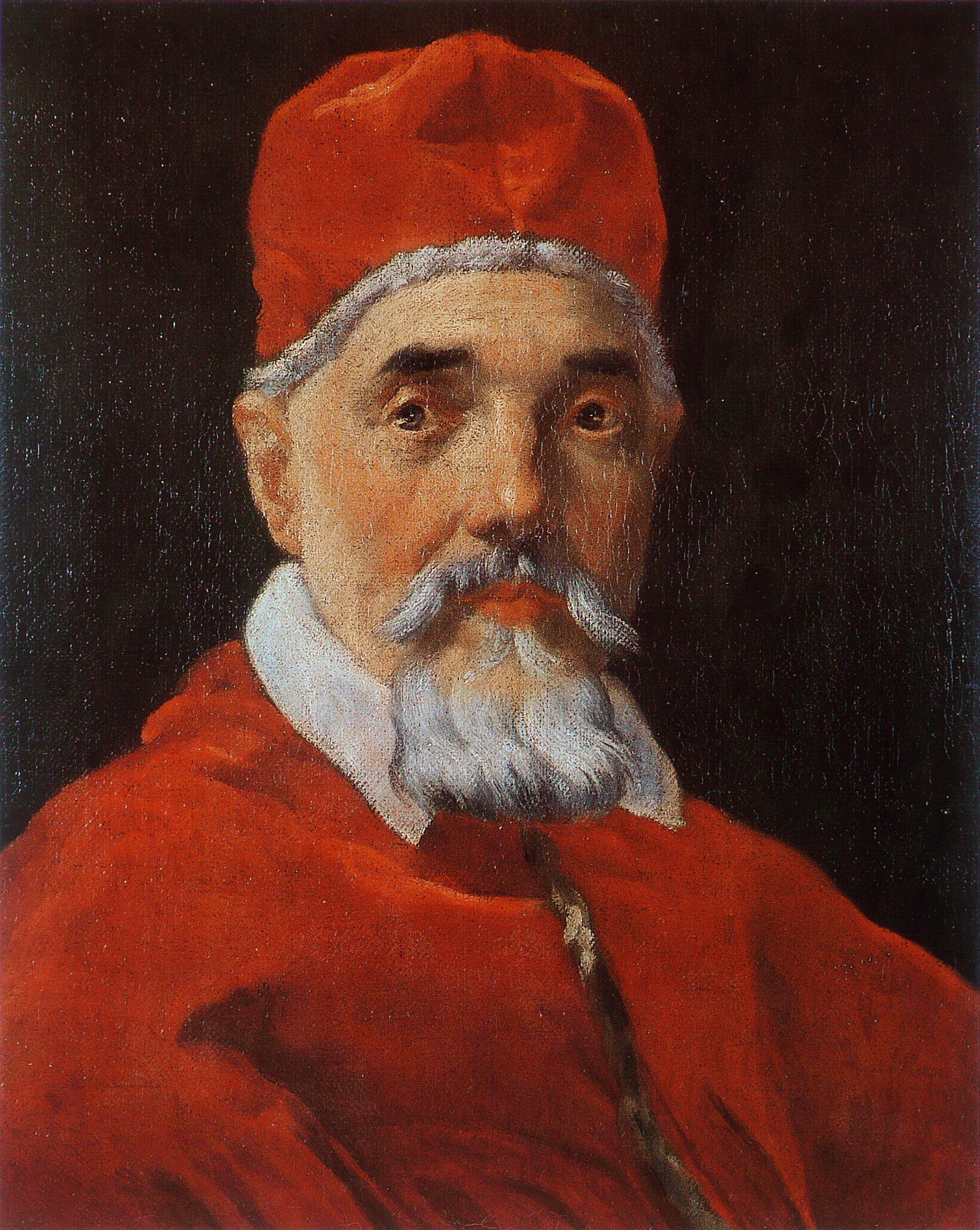
Ritratto di papa Urbano VIII di Gian Lorenzo Bernini, 1632

L'apice della loro potenza fu raggiunto nel 1623, con l'ascesa al soglio pontificio di Maffeo Barberini, papa Urbano VIII, che, nello stile dell'epoca, agevolò la carriera militare del fratello Carlo, creò cardinali due nipoti e nominò Principe di Palestrina un altro nipote, Taddeo Barberini, che fu anche nominato comandante dell'esercito pontificio. Durante la prima guerra di Castro le sue truppe furono sbaragliate da quelle di Odoardo I Farnese. Urbano VIII promosse anche l'opera intitolata I Documenti d'Amore di Francesco da Barberino, così da nobilitare con le belle lettere la propria dinastia. Con l'aiuto delle nipoti, Camilla Barberini (1598-1666), al Carmelo madre Innocenza dell'Incarnazione e Clarice Barberini (1609-1665), al Carmelo Maria Grazia dell'Incarnazione, provenienti dal Carmelo fiorentino di S. Maria degli Angeli e S. Maria Maddalena de' Pazzi, nel 1639, decise la fondazione di un nuovo monastero carmelitano in Roma, dedicato all'Incarnazione del Verbo, ma detto popolarmente delle "Barberine". Questa comunità molto si adoperò per far conoscere la spiritualità carmelitana, promuovendo il culto della fiorentina S. Maria Maddalena de' Pazzi.
Dopo la morte di Urbano, nel 1644, il suo successore, papa Innocenzo X, fu ostile nei confronti della famiglia, così Taddeo scappò a Parigi, dove morì nel 1647. A lui succedette il figlio Carlo, che rinunciò al titolo di principe di Palestrina e fu creato cardinale. Al posto di Carlo subentrò il fratello Maffeo. Alla morte di Maffeo (1685) gli succedette il figlio Urbano.

### XVIII secolo
Alla morte di Urbano (1722) si estinse la linea maschile dei Barberini. La figlia di Urbano, Cornelia, sposò nel 1728 il principe Giulio Cesare Colonna di Sciarra  che aggiunse il cognome Barberini al proprio. Dall'unione nacquero due linee, quella primogenita dei Barberini Colonna di Sciarra principi di Carbognano e quella secondogenita dei Barberini Colonna principi di Palestrina.

### Epoca recente
Alla morte del principe Enrico Barberini-Colonna nel 1889 il nome passò al marchese Luigi Sacchetti, marito di Maria Barberini, figlia di Enrico, che ebbe riconosciuto anche il titolo di principe di Palestrina e il diritto a succedere nel cognome Barberini.

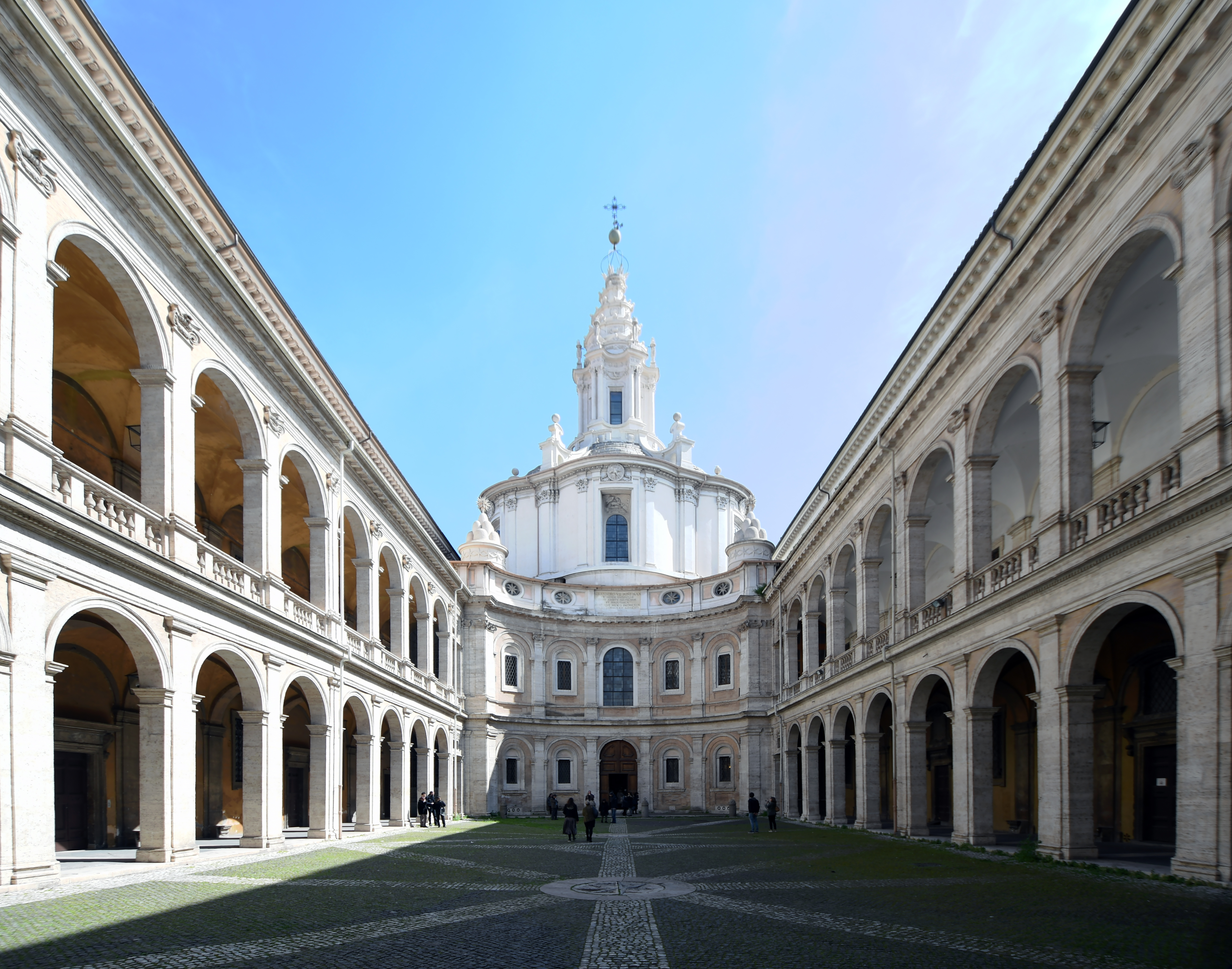
Chiesa di Sant'Ivo alla Sapienza a Roma

## Principi di Palestrina (1627)
- Taddeo (1603 - 1647), I principe di Palestrina
- Maffeo (1631 - 1684), II principe di Palestrina
- Urbano (1664 - 1722), III principe di Palestrina
- Cornelia Costanza (1716 - 1797), IV principessa di Palestrina; sposò Giulio Cesare Colonna, V principe di Carbognano, portando il titolo al figlio maschio secondogenito Carlo

Titolo passato alla famiglia Colonna-Barberini

## Albero genealogico
Sono riportati i personaggi più rilevanti della famiglia e coloro che hanno portato il più importante titolo della stessa, i principi di Palestrina.
|                                         |                                         |                                         |                                         |                                         |                                         |                                 |                                 |                                 |                                 |                                 |                                 | Antonio *c.1529 †1571 Camilla Barbadori                                                                             | | | | | |                                |                                |                                |                                |                                |                                |                                       |                                       |                                       |                                       |                                       |                                       |  |  |  |  |  |  |  |  |  |  |  |  |
|                                         |                                         |                                         |                                         |                                         |                                         |                                 |                                 |                                 |                                 |                                 |                                 | | | | | | |                                |                                |                                |                                |                                |                                |                                       |                                       |                                       |                                       |                                       |                                       |  |  |  |  |  |  |  |  |  |  |  |  |
|                                         |                                         |                                         |                                         |                                         |                                         |                                 |                                 |                                 |                                 |                                 |                                 | | | | | | |                                |                                |                                |                                |                                |                                |                                       |                                       |                                       |                                       |                                       |                                       |  |  |  |  |  |  |  |  |  |  |  |  |
|                                         |                                         |                                         |                                         |                                         |                                         |                                 |                                 |                                 |                                 |                                 |                                 | Carlo *1562 †1630 Costanza Magalotti                                                                                | Carlo *1562 †1630 Costanza Magalotti                                                                                | Carlo *1562 †1630 Costanza Magalotti                                                                                | Carlo *1562 †1630 Costanza Magalotti                                                                                | Carlo *1562 †1630 Costanza Magalotti                                                                                | Carlo *1562 †1630 Costanza Magalotti                                                                                | Maffeo URBANO VIII *1568 †1644 | Maffeo URBANO VIII *1568 †1644 | Maffeo URBANO VIII *1568 †1644 | Maffeo URBANO VIII *1568 †1644 | Maffeo URBANO VIII *1568 †1644 | Maffeo URBANO VIII *1568 †1644 | Antonio seniore *1569 †1646 Cardinale | Antonio seniore *1569 †1646 Cardinale | Antonio seniore *1569 †1646 Cardinale | Antonio seniore *1569 †1646 Cardinale | Antonio seniore *1569 †1646 Cardinale | Antonio seniore *1569 †1646 Cardinale |  |  |  |  |  |  |  |  |  |  |  |  |
|                                         |                                         |                                         |                                         |                                         |                                         |                                 |                                 |                                 |                                 |                                 |                                 | Carlo *1562 †1630 Costanza Magalotti                                                                                | Carlo *1562 †1630 Costanza Magalotti                                                                                | Carlo *1562 †1630 Costanza Magalotti                                                                                | Carlo *1562 †1630 Costanza Magalotti                                                                                | Carlo *1562 †1630 Costanza Magalotti                                                                                | Carlo *1562 †1630 Costanza Magalotti                                                                                | Maffeo URBANO VIII *1568 †1644 | Maffeo URBANO VIII *1568 †1644 | Maffeo URBANO VIII *1568 †1644 | Maffeo URBANO VIII *1568 †1644 | Maffeo URBANO VIII *1568 †1644 | Maffeo URBANO VIII *1568 †1644 | Antonio seniore *1569 †1646 Cardinale | Antonio seniore *1569 †1646 Cardinale | Antonio seniore *1569 †1646 Cardinale | Antonio seniore *1569 †1646 Cardinale | Antonio seniore *1569 †1646 Cardinale | Antonio seniore *1569 †1646 Cardinale |  |  |  |  |  |  |  |  |  |  |  |  |
|                                         |                                         |                                         |                                         |                                         |                                         |                                 |                                 |                                 |                                 |                                 |                                 | | | | | | |                                |                                |                                |                                |                                |                                |                                       |                                       |                                       |                                       |                                       |                                       |  |  |  |  |  |  |  |  |  |  |  |  |
|                                         |                                         |                                         |                                         |                                         |                                         | Francesco *1597 †1679 Cardinale | Francesco *1597 †1679 Cardinale | Francesco *1597 †1679 Cardinale | Francesco *1597 †1679 Cardinale | Francesco *1597 †1679 Cardinale | Francesco *1597 †1679 Cardinale | Taddeo *1603 †1647 Anna Colonna                                                                                     | Taddeo *1603 †1647 Anna Colonna                                                                                     | Taddeo *1603 †1647 Anna Colonna                                                                                     | Taddeo *1603 †1647 Anna Colonna                                                                                     | Taddeo *1603 †1647 Anna Colonna                                                                                     | Taddeo *1603 †1647 Anna Colonna                                                                                     | Antonio *1608 †1671 Cardinale  | Antonio *1608 †1671 Cardinale  | Antonio *1608 †1671 Cardinale  | Antonio *1608 †1671 Cardinale  | Antonio *1608 †1671 Cardinale  | Antonio *1608 †1671 Cardinale  |                                       |                                       |                                       |                                       |                                       |                                       |  |  |  |  |  |  |  |  |  |  |  |  |
|                                         |                                         |                                         |                                         |                                         |                                         | Francesco *1597 †1679 Cardinale | Francesco *1597 †1679 Cardinale | Francesco *1597 †1679 Cardinale | Francesco *1597 †1679 Cardinale | Francesco *1597 †1679 Cardinale | Francesco *1597 †1679 Cardinale | Taddeo *1603 †1647 Anna Colonna                                                                                     | Taddeo *1603 †1647 Anna Colonna                                                                                     | Taddeo *1603 †1647 Anna Colonna                                                                                     | Taddeo *1603 †1647 Anna Colonna                                                                                     | Taddeo *1603 †1647 Anna Colonna                                                                                     | Taddeo *1603 †1647 Anna Colonna                                                                                     | Antonio *1608 †1671 Cardinale  | Antonio *1608 †1671 Cardinale  | Antonio *1608 †1671 Cardinale  | Antonio *1608 †1671 Cardinale  | Antonio *1608 †1671 Cardinale  | Antonio *1608 †1671 Cardinale  |                                       |                                       |                                       |                                       |                                       |                                       |  |  |  |  |  |  |  |  |  |  |  |  |
|                                         |                                         |                                         |                                         |                                         |                                         |                                 |                                 |                                 |                                 |                                 |                                 | | | | | | |                                |                                |                                |                                |                                |                                |                                       |                                       |                                       |                                       |                                       |                                       |  |  |  |  |  |  |  |  |  |  |  |  |
| Lucrezia *1628 †1699 Francesco I d’Este | Lucrezia *1628 †1699 Francesco I d’Este | Lucrezia *1628 †1699 Francesco I d’Este | Lucrezia *1628 †1699 Francesco I d’Este | Lucrezia *1628 †1699 Francesco I d’Este | Lucrezia *1628 †1699 Francesco I d’Este | Carlo *1630 †1706 Cardinale     | Carlo *1630 †1706 Cardinale     | Carlo *1630 †1706 Cardinale     | Carlo *1630 †1706 Cardinale     | Carlo *1630 †1706 Cardinale     | Carlo *1630 †1706 Cardinale     | Maffeo *1631 †1685 Olimpia Giustiniani                                                                              | Maffeo *1631 †1685 Olimpia Giustiniani                                                                              | Maffeo *1631 †1685 Olimpia Giustiniani                                                                              | Maffeo *1631 †1685 Olimpia Giustiniani                                                                              | Maffeo *1631 †1685 Olimpia Giustiniani                                                                              | Maffeo *1631 †1685 Olimpia Giustiniani                                                                              |                                |                                |                                |                                |                                |                                |                                       |                                       |                                       |                                       |                                       |                                       |  |  |  |  |  |  |  |  |  |  |  |  |
| Lucrezia *1628 †1699 Francesco I d’Este | Lucrezia *1628 †1699 Francesco I d’Este | Lucrezia *1628 †1699 Francesco I d’Este | Lucrezia *1628 †1699 Francesco I d’Este | Lucrezia *1628 †1699 Francesco I d’Este | Lucrezia *1628 †1699 Francesco I d’Este | Carlo *1630 †1706 Cardinale     | Carlo *1630 †1706 Cardinale     | Carlo *1630 †1706 Cardinale     | Carlo *1630 †1706 Cardinale     | Carlo *1630 †1706 Cardinale     | Carlo *1630 †1706 Cardinale     | Maffeo *1631 †1685 Olimpia Giustiniani                                                                              | Maffeo *1631 †1685 Olimpia Giustiniani                                                                              | Maffeo *1631 †1685 Olimpia Giustiniani                                                                              | Maffeo *1631 †1685 Olimpia Giustiniani                                                                              | Maffeo *1631 †1685 Olimpia Giustiniani                                                                              | Maffeo *1631 †1685 Olimpia Giustiniani                                                                              |                                |                                |                                |                                |                                |                                |                                       |                                       |                                       |                                       |                                       |                                       |  |  |  |  |  |  |  |  |  |  |  |  |
|                                         |                                         |                                         |                                         |                                         |                                         |                                 |                                 |                                 |                                 |                                 |                                 | | | | | | |                                |                                |                                |                                |                                |                                |                                       |                                       |                                       |                                       |                                       |                                       |  |  |  |  |  |  |  |  |  |  |  |  |
| Duchi di Modena e Reggio Emilia         | Duchi di Modena e Reggio Emilia         | Duchi di Modena e Reggio Emilia         | Duchi di Modena e Reggio Emilia         | Duchi di Modena e Reggio Emilia         | Duchi di Modena e Reggio Emilia         | Francesco *1662 †1738 Cardinale | Francesco *1662 †1738 Cardinale | Francesco *1662 †1738 Cardinale | Francesco *1662 †1738 Cardinale | Francesco *1662 †1738 Cardinale | Francesco *1662 †1738 Cardinale | Urbano *1664 †1722 1. Cornelia Zeno Ottoboni 2. Felice Ventimiglia Pignatelli d'Aragona 3. Maria Teresa Boncompagni | Urbano *1664 †1722 1. Cornelia Zeno Ottoboni 2. Felice Ventimiglia Pignatelli d'Aragona 3. Maria Teresa Boncompagni | Urbano *1664 †1722 1. Cornelia Zeno Ottoboni 2. Felice Ventimiglia Pignatelli d'Aragona 3. Maria Teresa Boncompagni | Urbano *1664 †1722 1. Cornelia Zeno Ottoboni 2. Felice Ventimiglia Pignatelli d'Aragona 3. Maria Teresa Boncompagni | Urbano *1664 †1722 1. Cornelia Zeno Ottoboni 2. Felice Ventimiglia Pignatelli d'Aragona 3. Maria Teresa Boncompagni | Urbano *1664 †1722 1. Cornelia Zeno Ottoboni 2. Felice Ventimiglia Pignatelli d'Aragona 3. Maria Teresa Boncompagni |                                |                                |                                |                                |                                |                                |                                       |                                       |                                       |                                       |                                       |                                       |  |  |  |  |  |  |  |  |  |  |  |  |
| Duchi di Modena e Reggio Emilia         | Duchi di Modena e Reggio Emilia         | Duchi di Modena e Reggio Emilia         | Duchi di Modena e Reggio Emilia         | Duchi di Modena e Reggio Emilia         | Duchi di Modena e Reggio Emilia         | Francesco *1662 †1738 Cardinale | Francesco *1662 †1738 Cardinale | Francesco *1662 †1738 Cardinale | Francesco *1662 †1738 Cardinale | Francesco *1662 †1738 Cardinale | Francesco *1662 †1738 Cardinale | Urbano *1664 †1722 1. Cornelia Zeno Ottoboni 2. Felice Ventimiglia Pignatelli d'Aragona 3. Maria Teresa Boncompagni | Urbano *1664 †1722 1. Cornelia Zeno Ottoboni 2. Felice Ventimiglia Pignatelli d'Aragona 3. Maria Teresa Boncompagni | Urbano *1664 †1722 1. Cornelia Zeno Ottoboni 2. Felice Ventimiglia Pignatelli d'Aragona 3. Maria Teresa Boncompagni | Urbano *1664 †1722 1. Cornelia Zeno Ottoboni 2. Felice Ventimiglia Pignatelli d'Aragona 3. Maria Teresa Boncompagni | Urbano *1664 †1722 1. Cornelia Zeno Ottoboni 2. Felice Ventimiglia Pignatelli d'Aragona 3. Maria Teresa Boncompagni | Urbano *1664 †1722 1. Cornelia Zeno Ottoboni 2. Felice Ventimiglia Pignatelli d'Aragona 3. Maria Teresa Boncompagni |                                |                                |                                |                                |                                |                                |                                       |                                       |                                       |                                       |                                       |                                       |  |  |  |  |  |  |  |  |  |  |  |  |
|                                         |                                         |                                         |                                         |                                         |                                         |                                 |                                 |                                 |                                 |                                 |                                 | Cornelia Costanza *1716 †1797 Giulio Cesare Colonna                                                                 | | | | | |                                |                                |                                |                                |                                |                                |                                       |                                       |                                       |                                       |                                       |                                       |  |  |  |  |  |  |  |  |  |  |  |  |
|                                         |                                         |                                         |                                         |                                         |                                         |                                 |                                 |                                 |                                 |                                 |                                 | | | | | | |                                |                                |                                |                                |                                |                                |                                       |                                       |                                       |                                       |                                       |                                       |  |  |  |  |  |  |  |  |  |  |  |  |
|                                         |                                         |                                         |                                         |                                         |                                         |                                 |                                 |                                 |                                 |                                 |                                 | Colonna Barberini                                                                                                   | | | | | |                                |                                |                                |                                |                                |                                |                                       |                                       |                                       |                                       |                                       |                                       |  |  |  |  |  |  |  |  |  |  |  |  |

### Annotazioni
1. ↑  La famiglia era anticamente chiamata Tafani ed era nota sin dall'XI secolo. L'antico stemma, antecedente a questo, era un'arma parlante (ovvero i simboli rappresentati sullo stemma richiamano direttamente il nome del possessore di tale blasone)  in quanto sfoggiava su di esso tre tafani al naturale anziché tre api dorate, che vennero cambiati successivamente e congiuntamente al cognome.
2. ↑  Maffeo Vincenzo Barberini (1568–1644) fu pontefice della Chiesa cattolica, con il nome di Urbano VIII, dal 1623 alla morte.
3. ↑  Urbano Barberini (1664–1722), III principe di Palestrina e figlio del principe Maffeo Barberini e di Olimpia Giustiniani, fu l'ultimo erede legittimo di sesso maschile della linea principale dei Barberini discendenti da Carlo Barberini, il fratello di papa Urbano VIII. Morì senza eredi maschi legittimi (ebbe un figlio illegittimo, Maffeo Callisto, dal quale originò un ramo cadetto illegittimo). La sua unica figlia legittima, Cornelia Costanza Barberini, sposò Giulio Cesare Colonna di Sciarra, V principe di Carbognano: tramite loro figlio, Carlo, che unì al proprio cognome quello della madre, venne fondata la casata dei Barberini-Colonna di Sciarra (che si estinguerà anch'essa in linea maschile nel 1889).
4. ↑  Don Enrico Barberini-Colonna di Sciarra (1823–1889), IX principe di Palestrina, morì ultimo del suo casato poiché privo di eredi legittimi maschili. Tuttavia, tramite la sua unica figlia, Maria, che sposò Don Luigi Sacchetti, l'eredità dei Barberini poté continuare (e continua tuttora) nella casata dei Barberini-Sacchetti.
5. ↑  La linea principale dei Barberini, discendente in linea maschile direttamente da Carlo Barberini (1562–1630), fratello di papa Urbano VIII (al secolo Maffeo Barberini), si estinse nel 1722 con la morte senza eredi maschi legittimi del principe 58enne Urbano Barberini, considerato l'ultimo erede della famiglia. Tuttavia, per precisione cronologica, l'ultimo effettivo membro maschio legittimo della famiglia a morire fu il cardinale Francesco Barberini il Giovane, fratello maggiore del principe Urbano e morto nel 1738 a 75 anni. L'eredità, i beni e i titoli della famiglia Barberini vennero tramandati in linea femminile tramite matrimoni e grazie a ciò tuttora esistenti.
6. ↑  Donna Cornelia Costanza Barberini (1716–1797), unica figlia legittima del principe Urbano Barberini e di Donna Maria Teresa Boncompagni dei Duchi di Sora, fu per successione al padre principessa di Palestrina ed ultima erede legittima del suo casato. Cornelia Costanza sposò a Roma nel 1728 Don Giulio Cesare Colonna di Sciarra, V principe di Carbognano. Dalle loro nozze nacquero vari figli, tra cui Carlo, che assunse il cognome Barberini-Colonna di Sciarra ed ereditò per testamento della madre la maggior parte dei feudi e titoli della famiglia Barberini, tra cui quello di "Principe di Palestrina". Questa casata si estinguerà con la morte del principe Enrico Barberini-Colonna di Sciarra (1823–1889), privo di eredi maschi (ma tramite l'unica figlia, Maria, venne fondata la casata dei Barberini-Sacchetti, tuttora fiorente).
7. ↑  Donna Maria Barberini-Colonna di Sciarra (1872–1955), unica figlia del principe Enrico Barberini-Colonna di Sciarra e di Donna Teresa Orsini dei Duchi di Gravina, fu per successione al padre principessa di Palestrina ed ultima erede legittima del suo casato. Maria sposò a Roma il 21 novembre 1891 Don Luigi Sacchetti dei Marchesi di Castelromano (1863–1936), che assunse il cognome della moglie ed ottenne la successione dei titoli con Regio Decreto Italiano datato 28 giugno 1892 (Monza). Tramite la discendenza di Maria e Luigi, l'eredità dei Barberini è tuttora fluente sotto la casata dei Barberini-Sacchetti.

### Fonti
1. ↑  Pio Pecchiai, I Barberini, Roma, 1952, pp. 255-262.